# Ruthenium(III)-fluorid
Ruthenium(III)-fluorid ist eine chemische Verbindung des Rutheniums aus der Gruppe der Fluoride.

## Gewinnung und Darstellung
Ruthenium(III)-fluorid kann durch Reaktion von Ruthenium(V)-fluorid mit Iod bei 250 °C oder mit Schwefel bei >200 °C gewonnen werden.
{\displaystyle {\ce {5 RuF5 + I2 -> 5 RuF3 + 2 IF5}}}

## Eigenschaften
Ruthenium(III)-fluorid ist ein dunkelbrauner Feststoff, der praktisch unlöslich in Wasser ist. Er besitzt eine Kristallstruktur mit der Raumgruppe R3c (Raumgruppen-Nr. 167). Es bildet oktaedrische Fluorokomplexe.